# اقونیطون قفقازی
اقونیطون قفقازی (نام علمی: Aconitum cochleare) نام یک گونه از سرده اقونیطون است.